# 11. Kavallerie-Brigade (Deutsches Kaiserreich)
Die 11. Kavallerie-Brigade war ein Großverband der Preußischen Armee.

## Geschichte
Die 11.  Kavallerie-Brigade wurde am 5. November 1816 als Kavallerie-Brigade der Truppen-Brigade in Breslau aufgestellt,  am 5. September 1818 in Kavallerie-Brigade der 11. Division und am 22. Dezember 1819 in 11. Kavallerie-Brigade umbenannt. Bis zum Ausbruch des Ersten Weltkrieges war sie Teil der 11. Division, die dem VI. Armee-Korps in Breslau zugeordnet war. Während des Krieges unterstand sie bis zum 23. März 1918 der 5. Kavallerie-Division,  die zum Höheren Kavallerie-Kommando Nr. 1, befehligt von General Götz von König, gehörte.

### Gliederung
- 1820 bis 1851

Leib-Kürassier-Regiment „Großer Kurfürst“ (Schlesisches) Nr. 1 und Husaren-Regiment „von Schill“ (1. Schlesisches) Nr. 4
- 1852 bis 1859

Wie vor, zusätzlich 1. schweres Landwehr-Reiter-Regiment und 4. Landwehr-Husaren-Regiment
- 1860  bis 1861

Wie vor, zusätzlich 2. Schlesisches Dragoner-Regiment Nr.7
- 1862 bis 1867

Schlesisches Kürassier-Regiment Nr.1, 2. Schlesisches Dragoner-Regiment Nr.8 , 1. Schlesisches Husaren-Regiment Nr.4, 1. schweres Landwehr-Reiter-Regiment, 4. Landwehr-Husaren-Regiment
- 1868 bis 1913

Wie vor, ohne Landwehr-Regimenter
- 1914

Leib-Kürassier-Regiment Großer Kurfürst (Schlesisches) Nr.1 und Dragoner-Regiment König Friedrich III (2. Schlesisches) Nr.8
- Kriegsgliederung 1914

Wie vor

### Deutscher Krieg 1866
Im Krieg Preußens gegen das Kaisertum Österreich nahm die Brigade unter Führung des Generals |Louis Ernst Eduard von Borstell an den Kämpfen teil.

### Deutsch-Französischer Krieg 1870/1871
Im Krieg gegen Frankreich war die Brigade im Verband der 11. Division an den Kampfhandlungen beteiligt.

### Erster Weltkrieg
Mit Beginn des Krieges war  die Brigade im Verband der 5. Kavallerie-Division an den Kämpfen an der Westfront beteiligt, bis sie Ende Oktober 1914 an die Ostfront verlegt wurde und dort bis zum Kriegsende verblieb.
Zu den Kampfhandlungen, Gefechten und Schlachten siehe Kampfgeschehen der 5. Kavallerie-Division.

### Brigadekommandeure
| Name                                                | Datum                                  |
| --------------------------------------------------- | -------------------------------------- |
| Friedrich von La Roche-Starkenfels                  | 24. September 1815 bis 17. Juni 1825   |
| Friedrich Wilhelm Prinz zu Hessen-Kassel-Rumpenheim | 18. Juni 1825 bis 12. November 1834    |
| Johann Christoph von Gravenitz                      | 13. November 1834 bis 24. März 1841    |
| Friedrich von Pückler                               | 25. März 1841 bis 6. März 1848         |
| Hans von Auerswald                                  | 7. März 1848 bis 13. Oktober 1848      |
| Hans Rudolf von Bischoffswerder                     | 14. Oktober 1848 bis 29. Oktober 1856  |
| Eugen Erdmann von Württemberg                       | 30. Oktober 1856 bis 26. November 1857 |
| Wilhelm von Tümpling                                | 27. November 1857 bis 27. Januar 1863  |
| Louis Ernst Eduard von Borstell                     | 28. Januar 1863 bis 12. Dezember 1866  |
| Friedrich von Baumbach                              | 13. Dezember 1866 bis 21. Januar 1874  |
| Karl von Oppen                                      | 22. Januar 1874 bis 8. Oktober 1880    |
| Heinrich XIII. Reuß zu Köstritz                     | 9. Oktober 1880 bis 11. Juni 1886      |
| Theodor Graf von Richthofen                         | 12. Juni 1886 bis 21. März 1889        |
| Friedrich von Merckel                               | 22. März 1889 bis 17. Januar 1891      |
| Ludwig Hartwig gen. v. Naso                         | 18. Januar 1891 bis 17. Juni 1896      |
| Wilhelm Graf von Moltke                             | 18. Juni 1896 bis 15. Juni 1901        |
| Kuno von Moltke                                     | 16. Juni 1901 bis 13. November 1903    |
| Matthias von Köller                                 | 14. November 1903 bis 1. Juli 1908     |
| Friedrich Wilhelm von Pfeil und Klein-Ellguth       | 2. Juli 1908 bis 16. Dezember 1908     |
| Otto von Garnier                                    | 17. Dezember 1908 bis 17. Februar 1913 |
| Albin von Wentzky und Petersheyde                   | 18. Februar 1913 bis 6. Oktober 1915   |
| Arthur von Lupin                                    | 7. Oktober 1915 bis 16. April 1917     |
| Alexander von Poten                                 | 17. April 1917 bis 7. Mai 1918         |
| Feodor von Müller                                   | 8. Mai 1918 bis Kriegsende             |